# Egyfás-sziget
Az Egyfás-sziget apró zátonysziget a Duna szentendrei ágában, annak alsó szakaszán, a Lupa-sziget és a Szentendrei-sziget között, az utóbbihoz közelebb. Közigazgatásilag Szigetmonostorhoz tartozik. A fővárosból induló vízitúrák egyik kedvelt megálló- és pihenőhelye; újabban a SUP-osok (stand-up paddleboarders, „állva-evezők”) is gyakran felkeresik. Kizárólag vízi úton közelíthető meg.
Nevével ellentétben két fa van rajta: egy fűz (Salix) és egy fehéreperfa (Morus alba), melyek szinte egybeforrtak és összegabalyodtak, ezért egyetlen fa benyomását keltik. Alacsony vízállásnál felszínre kerül a sziget körüli, szabálytalan alakú, elég terjedelmes kavicszátony, miáltal a szigetecske területe ilyenkor a többszörösére nő. Áradáskor viszont a szárazulat egészen eltűnik, csupán fáinak koronája emelkedik ki a vízből. A két élő fán kívül csak uszadékfák vannak rajta.
Állítólag ez a kis sziget (és a mellette levő Lupa egy része) szerepel Jankó János Folyóparti táj című képén (1860), amelynek reprodukciója a régi, zöld színű („Petőfis”) tízforintos bankjegy hátulján látható. 